# Dmitrij Kiritjenko
Dmitrij Sergejevitj Kiritjenko (ryska: Дмитрий Сергеевич Кириченко), född 1977, är en rysk före detta fotbollsspelare som gjorde mål efter 2 minuter mot Greklands herrlandslag i fotboll i Europamästerskapet i fotboll 2004.